# Horiszni Szeriwci
Horiszni Szeriwci (ukr. Горішні Шерівці) – wieś na Ukrainie, w obwodzie czerniowieckim, w rejonie czerniowieckim, siedziba hromady. W 2001 liczyła 2793 mieszkańców.

## Urodzeni
- Denys Kwitkowski – ukraiński działacz nacjonalistyczny.